# Cezar Librecht

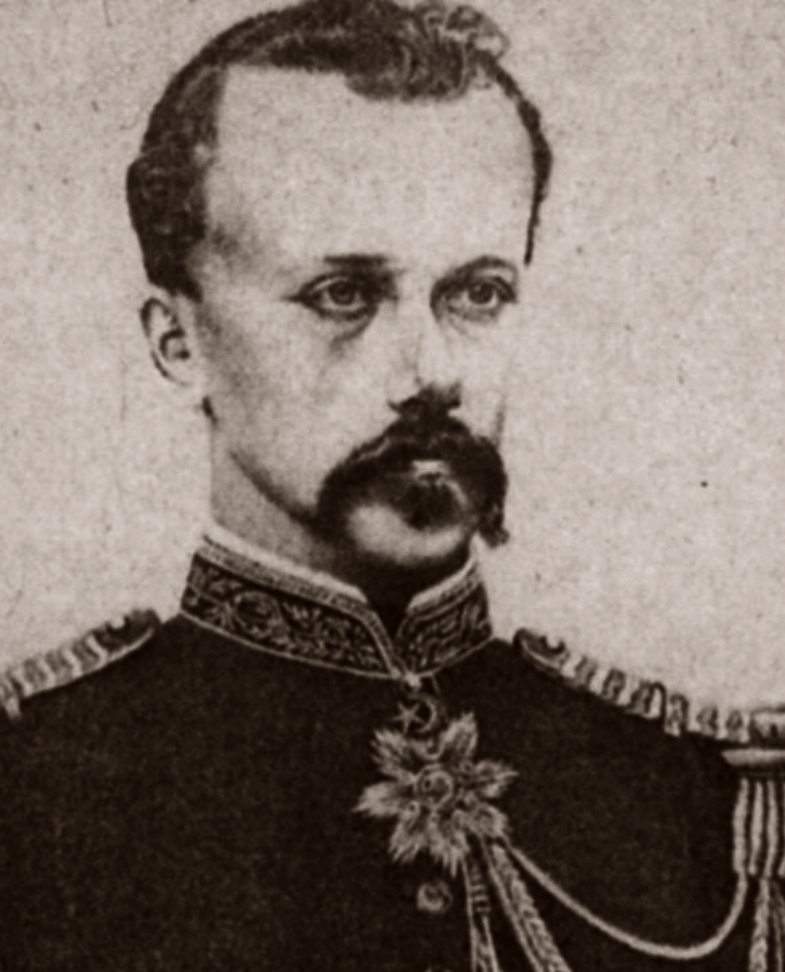
Retrato de Cezar Librecht

Cezar Librecht fue un militar y funcionario, de origen belga, que jugó un papel importante en Rumanía bajo el reinado de Alexandru Ioan Cuza.

## Biografía
Al parecer tenía origen belga y habría nacido en 1820. Sobre sus primeros años existían según Rosetti dos teorías. En 1854 era jefe del servicio telegráfico en Galați; luego, inmediatamente después de la unificación, aparece en el anuario militar, elevado en tres días de soldado al grado de subteniente (1860) y ayudante del príncipe Cuza. En 1861 ascendió teniente, en 1863 a capitán y en 1864 a mayor. El día que se alistó en el ejército como soldado, Cuza lo nombró inspector general de correos y telégrafos en toda Rumania. En este cargo, en 1863 celebró la primera convención telegráfica con Serbia. Librecht, a quien se ha considerado el organizador del servicio postal-telégrafico en Rumania, desempeñó un papel político muy importante durante todo el reinado de Cuza, desarrollando estrechos vínculos con el gobernante. Una vez depuesto Cuza, Librecht fue arrestado la noche del 11 de febrero, demandado por malversación de dinero público y encarcelado hasta 1868. Juzgado, fue sentenciado por un Tribunal. Sin embargo, la casación anuló la sentencia y el tribunal de Craiova lo absolvió.
Luego partió hacia España y entró con el grado de coronel en el estado mayor del general Juan Prim, contra el ejército de don Carlos.En 1870 regresó por un tiempo a Bucarest para ocuparse de sus asuntos personales en el proceso que tenía con el Estado para una compensación monetaria. De allí pasó a París y durante la guerra franco-prusiana formó parte de los voluntarios de Garibaldi. Se dice que fue herido en el campo de batalla. Posteriormente, instalado en París, intentó implicarse en diversas empresas industriales eléctricas, pero no lo consiguió, y murió en la mayor miseria hacia finales del siglo XIX, al parecer en 1890. En Londres publicó el libro Les vues de la guerre moderne.